# Alejandro Atchugarry

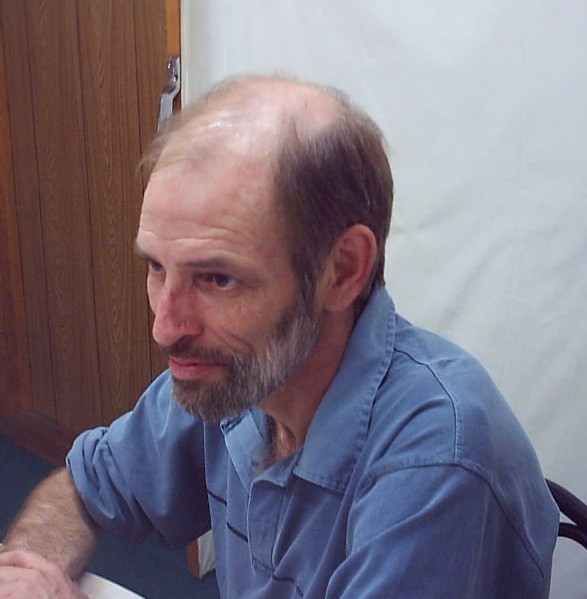
Alejandro Atchugarry

Alejandro Víctor Washington Atchugarry Bonomi (* 31. Juli 1952 in Montevideo; † 19. Februar 2017 ebenda) war ein uruguayischer Politiker.

## Leben
Der Rechtsanwalt, der auch als Professor für Zivilrecht an der Universidad de la República in Montevideo lehrt, war Mitglied der Lista 15 innerhalb der Partido Colorado. Er war, nach der Wiederherstellung der Demokratie in Uruguay 1985, zunächst als Staatssekretär (stellvertretender Minister) im Verkehrs- und Bauministerium tätig. Am 21. September 1989 löste er dann den damaligen Minister dieses Geschäftsbereich, Jorge Sanguinetti, ab und hatte dieses Amt bis zum 1. März 1990 inne.
Bei den Wahlen 1989 und 1994 wurde er jeweils als Abgeordneter in die Cámara de Representantes der Asamblea General gewählt.
1999 erfolgte schließlich seine Wahl als Senator ins Oberhaus, die Cámara de Senadores. Während der Wirtschaftskrise, die Uruguay zu Beginn des 21. Jahrhunderts traf, löste er dann am 24. Juli 2002 Alberto Bensión als Wirtschafts- und Finanzminister ab. Während seiner Amtszeit leitete er unter anderem ein Notprogramm zur Bewältigung der Krise ein, dass das vorübergehende Einfrieren der Bankkonten zur Folge hatte.
In dieser Funktion folgte ihm am 20. August 2003 Isaac Alfie nach. Daraufhin nahm Atchugarry zunächst wieder sein Mandat als Senator wahr. 
2005 zog er sich schließlich aus der Politik zurück. Zwar unterstützte er in der Folgezeit noch das während der Regierungszeit von Tabaré Vázquez eingeleitete Ein-Laptop-pro-Kind-Programm (OLPC). Ein Angebot des Präsidentschaftskandidaten Pedro Bordaberry, ihn im Rahmen der Präsidentschaftskandidatur unterstützend zu begleiten, lehnte er aber ab.
Am 19. Februar 2017 verstarb Atchugarry an den Folgen eines Aneurysmas, aufgrund dessen er sich auf der Intensivstation des Krankenhauses Asociación Española in Behandlung befand.